# Podolenii de Sus, Iași

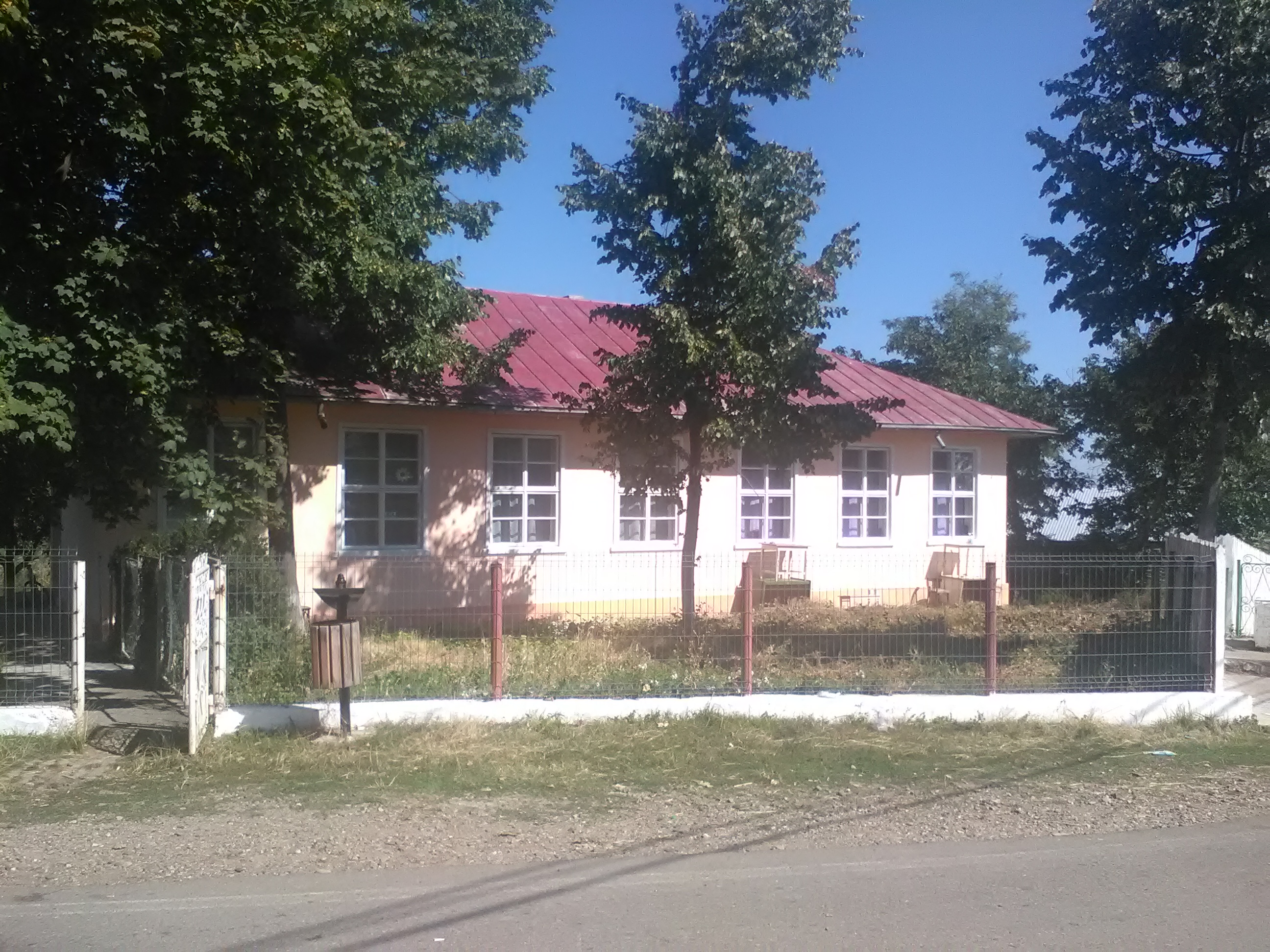
Gradinita satului

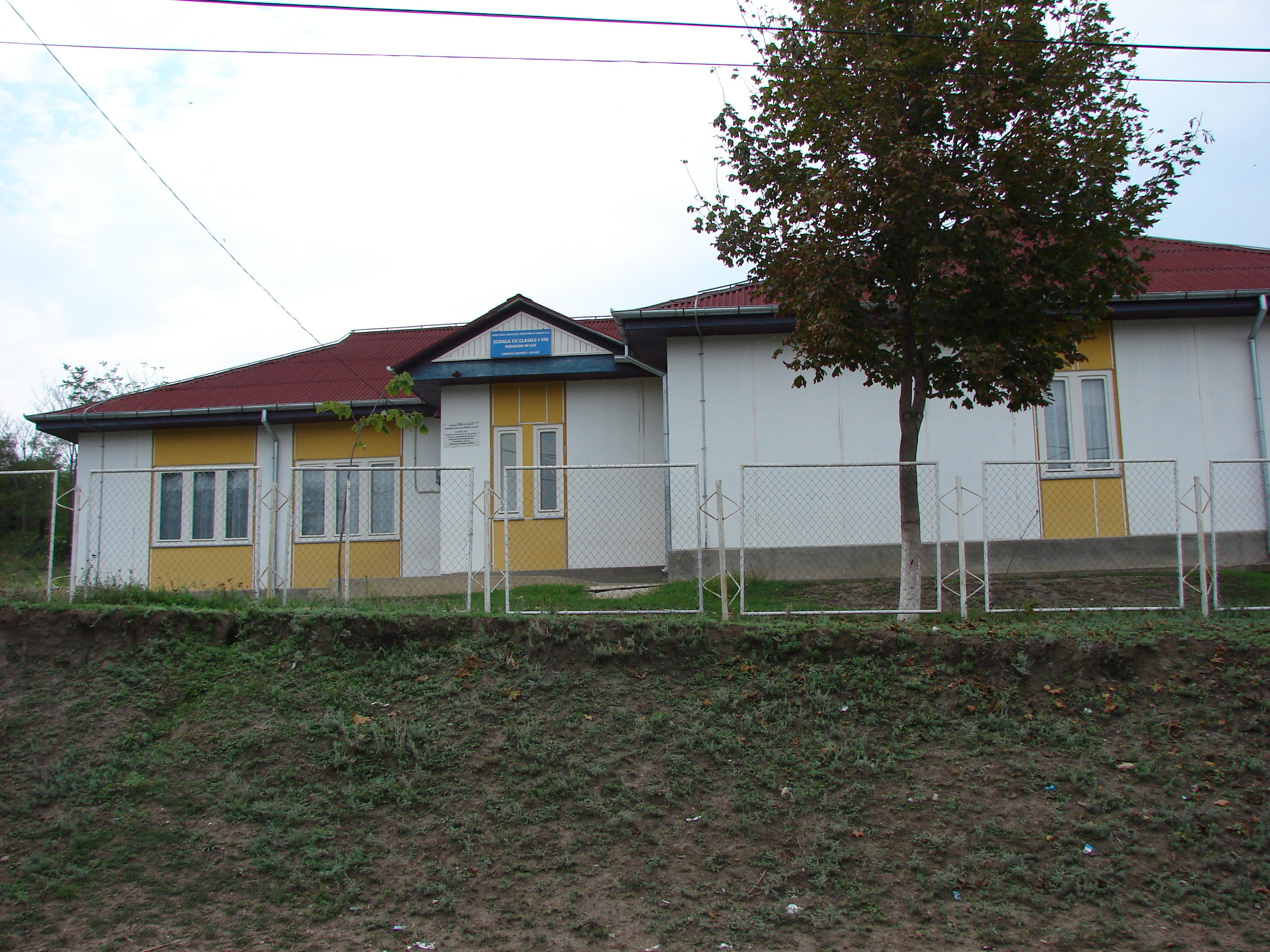
Scoala noua Podolenii de Sus

Podolenii de Sus este un sat în comuna Cozmești din județul Iași, Moldova, România.

## Așezare
Satul Podolenii de Sus se află la o distanță 30 km de orașul Huși și la 75 km de Iași via Gorban, la 7 km de DN 28 (Iași - Huși). Acest sat este învecinat la est cu satul Podul Hagiului, la sud cu satul Podolenii de Jos și la nord cu satul Cozmești.

## Istoric
Satul Podolenii de Sus este o diviziune a satului Podoleni, menționat pentru prima dată, în documentele medievale, la 1439. La 2 iulie, în anul menționat, domnii Moldovei, Ștefan al II-lea și Iliaș I (Ilie), fii ai lui Alexandru cel Bun, dăruiesc protopopului Iuga și fiului său Mihai, mai multe așezări dintre care două dintre ele, în apropierea Prutului, în dreptul Podolenilor. Exprimarea nu face referire la satele Podolenii de Sus și Podolenii de Jos, deoarece separarea teritorială a celor două așezări se produce abia după jumătatea secolului al XIX-lea, ci este doar o formulare frecvent întâlnită când se fac astfel de referiri ce amintesc numele unor sate.  
De-a lungul timpului satul Podoleni, trece "din mână în mână" pe la mai mulți boieri printre care putem menționa pe  Andrei - hatman și pârcalab de Suceava, pe Isac Balica - vel caminar, Nicula - vistiernic, Ștefan Boul (soțul Ruxandei - fata lui Stefan Tomșa al II-lea) și Neculai Ureche (nepotul lui Grigore Ureche).La data de 9 martie 1659, Safta, jupâneasa spătarului Neculai, face schimb cu moșul său, marele logofăt Racoviță - Cehan, căruia îi dă Podolenii pentru satul Bălăsinești, din ținutul Hotin. Satul Podoleni, stă o bună perioadă de timp în posesia familiei Cehan, pentru a trece mai apoi în mâinile lui domnitorului Mihai Racoviță. În timpul celei de-a treia domnii a sa (1721), voievodul Mihail Racoviță Cehan, ridică o mănăstire aflată în ruine, în satul Fâstâci. O înzestrează cu diverse sate și moșii din Moldova, printre care (mai târziu) se vor număra și Podolenii. Din acest moment devine unul mănăstiresc timp de aproape un secol, mai exact până în 1863, când se produce confiscarea tuturor averilor așezămintelor bisericești.
În Dicționarul Geografic al Județului Fălciu din anul 1893, se avansează ideea că locuitorii ar fi venit din Podolia, prin Pocuția-Rusia și de aceea așezarea poartă numele topografic Podoleni (locuitori din Podolia), însă istoricul local Marian Cozma, susține în lucrarea sa "Contribuții monografice asupra istoricului comunei Cozmești", că studiind mult mai îndeaproape, decât alți cercetători, istoria celor două sate și ținând cont de particularitățile geografice ale zonei, dar și recurgând la analogii bazate pe documentele istorice, numele nu are cum să provină de la locuitori originari din Podolia, după cum afirmă Constantin Chirița sau Iorgu Iordan, ci mai degrabă se pretează la cele spuse de Ilie Dan, cum că numele satului indică originea locală. Podoleni este un cuvânt de origine slavă care a luat naștere de la tema „pod și dolia” – pe vale.  De aceea titulatura „Valea de Sus” și „Valea de Gios, apare des întâlnită in documentele de arhivă.

## Demografie
În 1967 satul era format din 350 de familii (cca.1400 de persoane).La recesamantul din 2002, erau 1250 locuitori, 1243 romani si 7 Romi. În 2014 satul are doar 245 de familii (cca. 750 persoane).Iar in 2018 are 284 familii (cca 850 persoane). Principala ocupație a rămas și astăzi agricultura, viticultura, pomicultura, creșterea de vite și păsări dar la nivelul „de subzistență”.

## Religie
Locuitorii acestui sat sunt toți români și de religie ortodoxă. Satul are o Biserica Parohiala "Sfinții Voievozi“ cu hramul Sfinții Mihail și Gavril.

## Economie
În anul 2019 sunt active 4 firme de comerț cu amănuntul în Podolenii de Sus: Andr-Lia.SRL, BOGMINO.SRL, MATEIMOGA.SRL și PALVAL EXPERT.SRL.

## Galerie

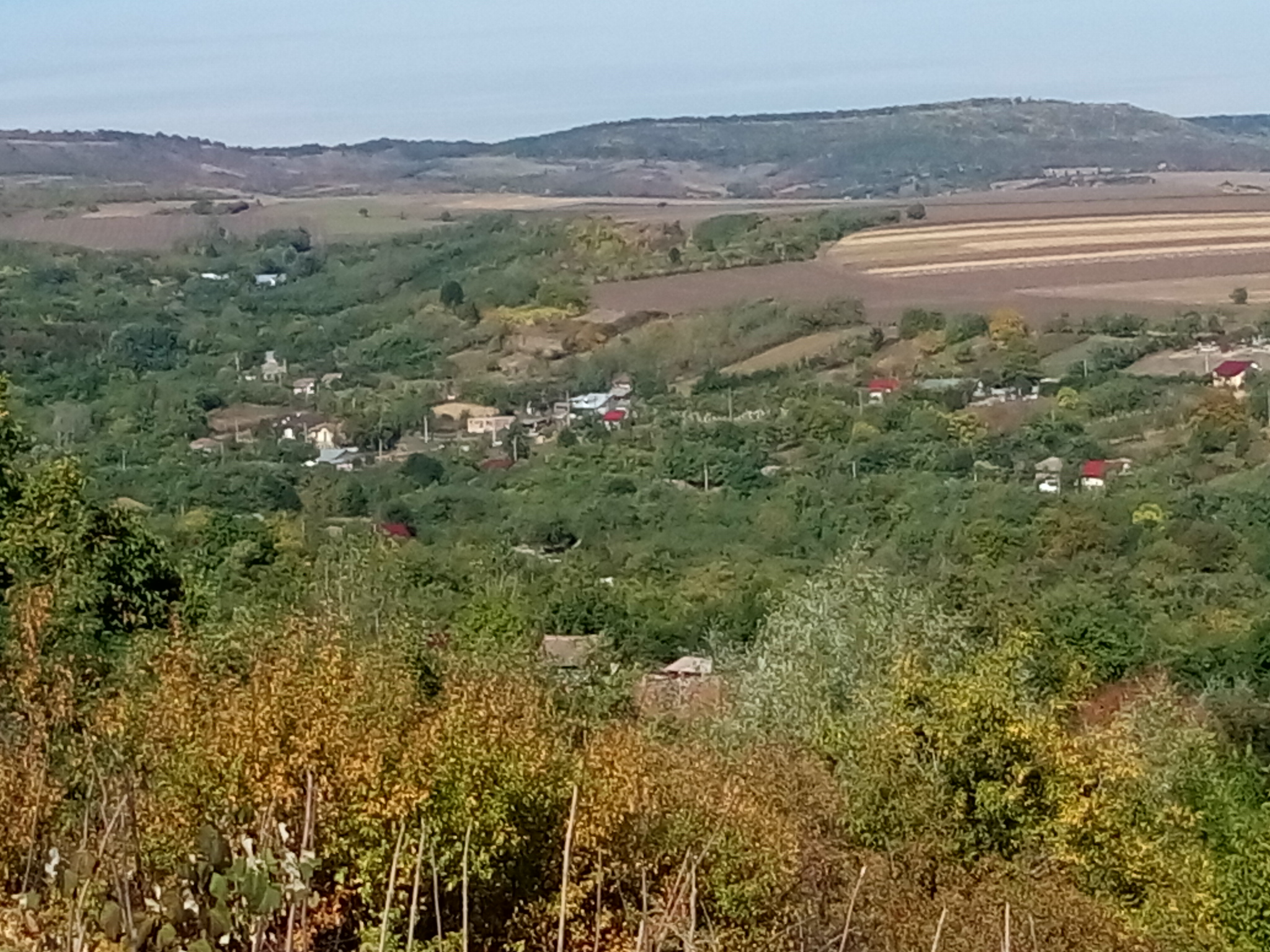
Vedere panoramica
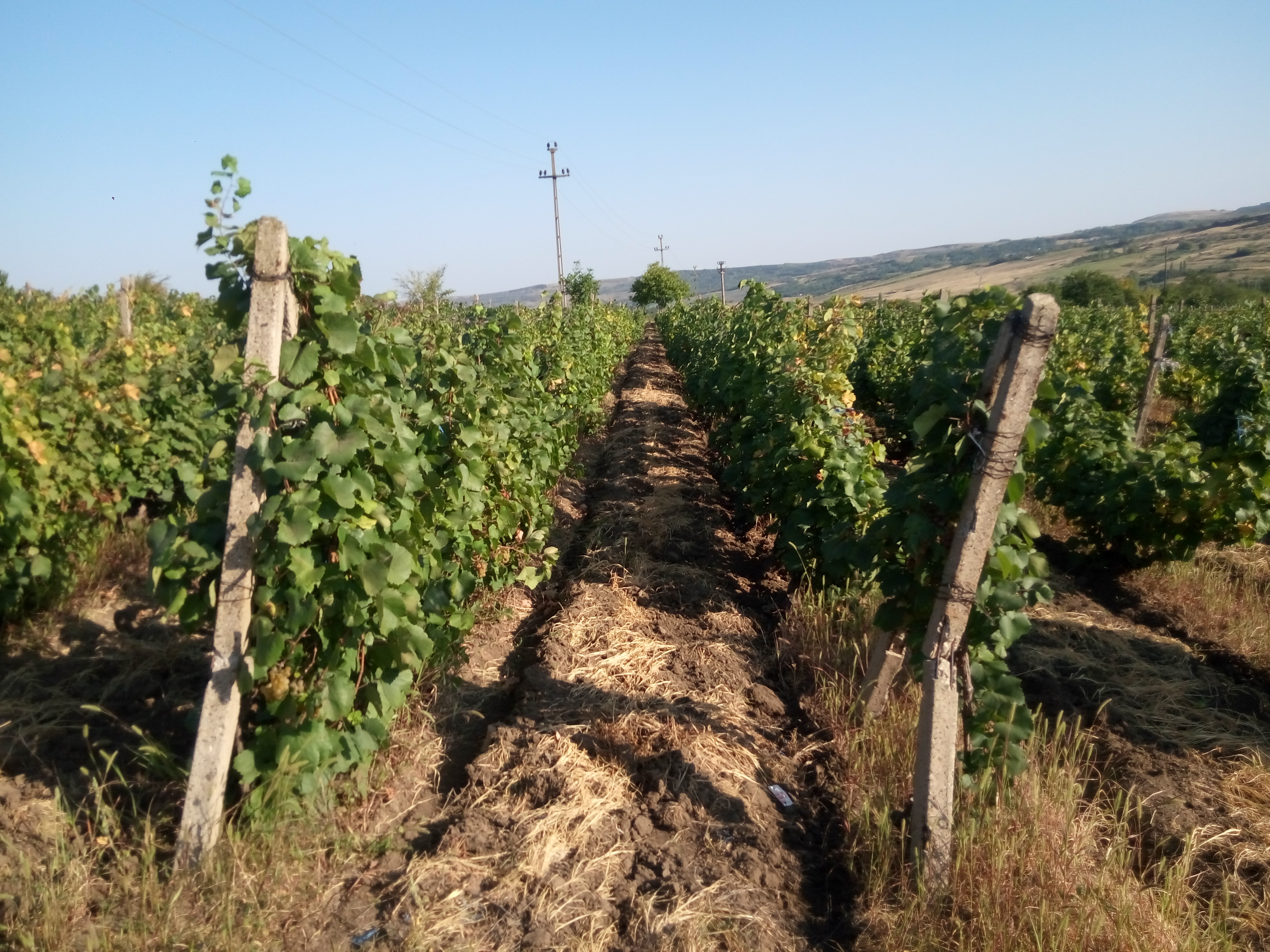
Viile pe dealul de rasarit al satului
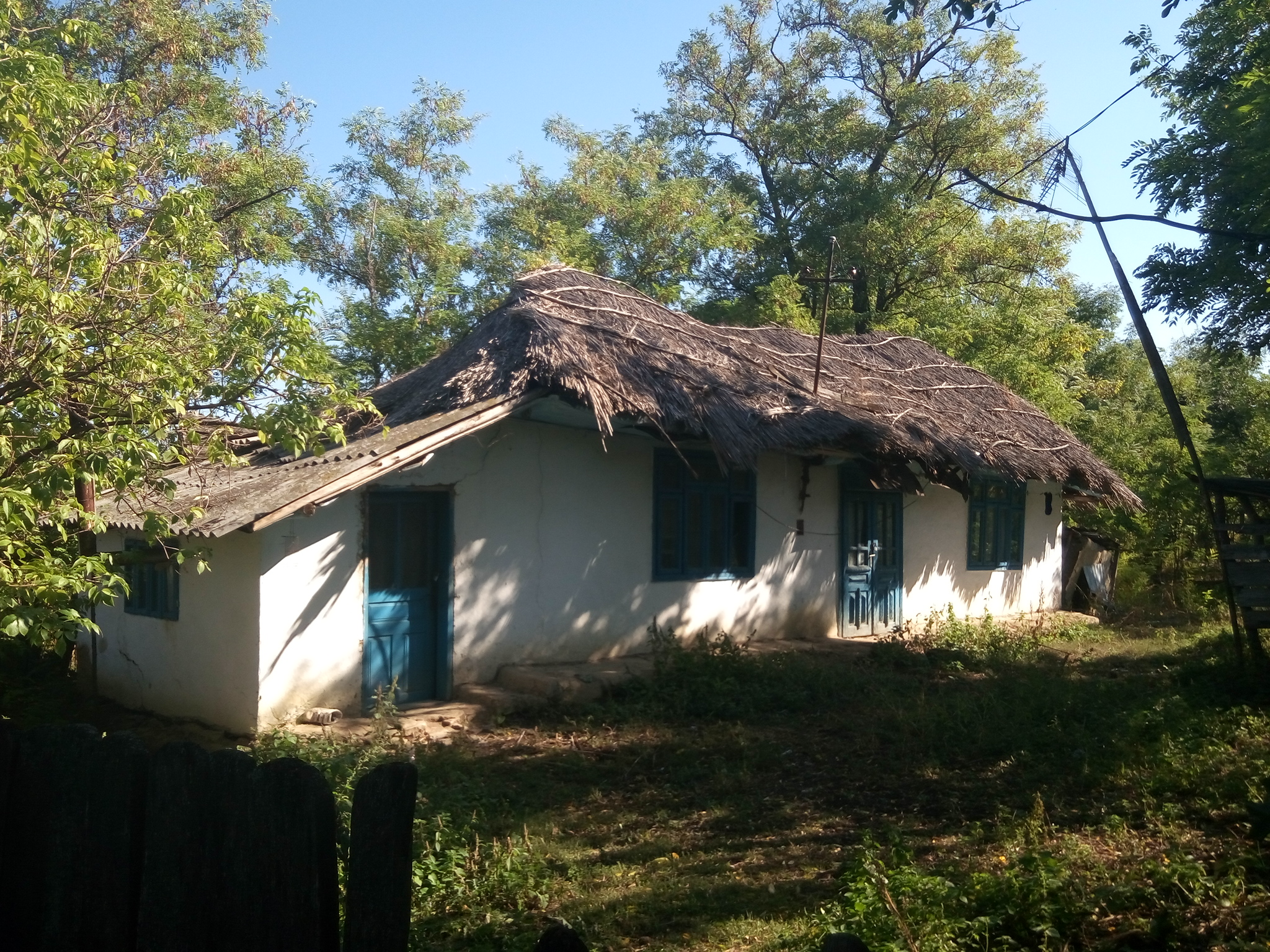
Cea mai veche casă din Podolenii de Sus